# Лапичи (Гомельская область)
Лапичи (бел. Лапічы) — деревня в Уваровичском сельсовете Буда-Кошелёвского района Гомельской области Белоруссии.

## География

### Расположение
В 16 км на юго-восток от Буда-Кошелёво, 30 км от Гомеля, 2 км от железнодорожной станции Радеево (на линии Жлобин — Гомель).
На юге граничит с лесом.

### Гидрография
На западе находится мелиоративный канал.

## Транспортная система
Транспортные связи по просёлочной, затем автомобильной дороге Буда-Кошелёво — Уваровичи.
Планировка состоит из прямолинейной улицы, ориентированной с юго-востока на северо-запад и застроенной двусторонне деревянными домами усадебного типа. На северо-востоке небольшой обособленный участок застройки.

## История
По письменным источникам известна с XV века как деревня в Речицком повете Минского воеводства Великого княжества Литовского. Некоторое время входила в состав Черниговского княжества. В 1508 году упоминается в переписке Василия III и Сигизмунда I по вопросам конфликтов между Московским государством и Великим княжеством Литовским. Упоминается в 1526-27 годах в материалах о конфликтах между ВКЛ и Московским государством. Обозначена в инвентаре Чечерского староства 1726 года.
После 1-го раздела Речи Посполитой (1772 год) в составе Российской империи. В 1864 году работал хлебозапасный магазин. Согласно переписи 1897 года деревня, располагался хлебозапасный магазин и околица с 5 ветряными мельницами, круподробилкой, 2 кузницами, винной лавкой, в Руденецкой волости Гомельского уезда Могилёвской губернии.
В 1926 году действовали почтовое отделение, 2 начальные школы, паровая мельница.
С 8 декабря 1926 года до 16 мая 1954 года центр Лапичского сельсовета Уваровичского района Гомельского (до 26 июля 1930 года) округа, с 20 февраля 1938 года Гомельской области.
В 1931 году организован колхоз имени В. М. Молотова, работали кузница и ветряная мельница. Во время Великой Отечественной войны погибли 59 жителей деревни. В 1959 году в составе экспериментальной базы «Уваровичи» (центр — городской посёлок Уваровичи).

## Население

### Численность
- 2018 год — 55 жителей.

### Динамика
- 1864 год — 67 дворов, 318 жителей.
- 1897 год — 49 дворов, 315 жителей; околица — 120 дворов, 773 жителя (согласно переписи).
- 1959 год — 455 жителей (согласно переписи).
- 2004 год — 64 хозяйства, 126 жителей.